# Dichochrysa mauriciana
Dichochrysa mauriciana is een insect uit de familie van de gaasvliegen (Chrysopidae), die tot de orde netvleugeligen (Neuroptera) behoort. 
Dichochrysa mauriciana is voor het eerst wetenschappelijk beschreven door Hölzel & Ohm in 1991.